# Zea luxurians
Zea luxurians (Durieu & Asch.) R.M.Bird, 1978 è una pianta erbacea della famiglia delle Poaceae.

## Distribuzione e habitat
L'areale di questa specie comprende il Messico meridionale (Oaxaca, Chiapas), il Guatemala, l'Honduras, El Salvador e il Nicaragua.
Cresce dal livello del mare sino a 1.550 m di altitudine.

## Conservazione
La Lista rossa IUCN classifica Zea luxurians come specie vulnerabile.